# Walckenaeria angelica
Walckenaeria angelica là một loài nhện trong họ Linyphiidae.
Loài này thuộc chi Walckenaeria. Walckenaeria angelica được Alfred Frank Millidge miêu tả năm 1979.